# Републикански път II-19
Републикански път II-19 е второкласен път, част от републиканската пътна мрежа на България, преминаващ изцяло по територията на Област Благоевград. Дължината му е 109,7 км.
Пътят се отклонява вляво на 379,2-ри км на Републикански път I-1 в квартал „Ораново“ на град Симитли и се насочва на изток, нагоре по долината на Градевска река (ляв приток на Струма). Преминава през село Градево, преодолява седловината Предел (1140 м) и се спуска в Разложката котловина. Южно от град Разлог завива на юг, минава през източните части на градовете Банско и Добринище, след което навлиза в пролома Момина клисура на река Места. Преминава през село Места и при село Господинци излиза от пролома и навлиза в Гоцеделчевската котловина. Пресича котловината от север на юг, минава през източната част на град Гоце Делчев, а след това и през селата Ново Лески, Копривлен и Садово. изкачва се по източните склонове на планината Стъргач, достига до ГКПП Илинден - Ексохи и чрез тунел дълъг 700 м навлиза в Гърция, където продължава под № 57 от Гръцката пътна мрежа.
От пътя вляво и вдясно се отделят още 7 третокласни пътя от Републиканската пътна мрежа, в т.ч. 2 с трицифрени номера и 5 с четирицифрени:
Третокласни пътища с трицифрени номера
- при 87,7 km, в град Гоце Делчев — наляво Републикански път III-197 (89,9 km) до град Девин;
- при 87,7 km, в град Гоце Делчев — надясно Републикански път III-198 (95,7 km) до ГКПП Златарево;

- при 40,2 km, в град Банско — наляво Републикански път III-1901 (6,0 km) до село Баня;
- при 51,0 km, след град Добринище — наляво Републикански път III-1903 (10,4 km) през село Елешница до 95,4-ти км на Републикански път II-84;
- при 78,4 km, в село Господинци — наляво Републикански път III-1905 (15,9 km) през селата Балдево, Огняново, Марчево и Гърмен до 6,3 km на Републикански път III-197;
- при 94,6 km, в село Копривлен — надясно Републикански път III-1906 (50,2 km) през селата Нова Ловча, Парил, Голешево, Петрово и Яново до село Катунци (между селата Парил и Голешево на протежение от 11,6 km пътят не е изграден и представлява полски-горски път);
- при 96,5 km, след село Копривлен — наляво Републикански път III-1907 (7,9 km) през град Хаджидимово до село Блатска.

| Пътища, отклоняващи се надясно (населено място, № на пътя, посока на пътя) | Км    | Пътища, отклоняващи се наляво (посока на пътя, № на пътя, населено място) |
| -------------------------------------------------------------------------- | ----- | ------------------------------------------------------------------------- |
| Община Симитли, I-1, 379,2 km, гр. Симитли ←                               | 0,0   | ← гр. Симитли, 379,2 km, I-1, Община Симитли                              |
| с. Градево                                                                 | 9,7   | с. Градево                                                                |
|                                                                            | 12,5  | → общински път (за с. Долно Осеново)                                      |
| Община Разлог                                                              | 22    | Община Разлог                                                             |
| седловина Предел                                                           | 25,4  | седловина Предел                                                          |
| (за хижа „Яворов“) общински път ←                                          | 32,5  | → общински път (за град Разлог)                                           |
|                                                                            | 36,6  | ← 104,8 km II-84 (от с. Звъничево) → общински път (за град Разлог)        |
| Община Банско                                                              | 37,4  | Община Банско                                                             |
| (за хижа „Вихрен“) общински път, гр. Банско ←                              | 40,2  | → гр. Банско 0,0 km, III-1901 (за с. Баня)                                |
| (за хижа „Гоце Делчев“) общински път, гр. Добринище ←                      | 46,6  | гр. Добринище                                                             |
|                                                                            | 51,0  | → 0,0 km, III-1903 (за 95,4-ти км на път II-84)                           |
|                                                                            | 59,7  | → общински път (за с. Гостун)                                             |
| (за с. Обидим) общински път ←                                              | 60,3  |                                                                           |
|                                                                            | 60,8  | → общински път (за с. Осеново)                                            |
| с. Места                                                                   | 61,4  | с. Места                                                                  |
| (за с. Кремен) общински път ←                                              | 63,5  |                                                                           |
| Община Гоце Делчев                                                         | 69,2  | Община Гоце Делчев                                                        |
|                                                                            | 701,  | → общински път (за с. Буково)                                             |
|                                                                            | 78,4  | → с. Господинци 0,0 km, III-1905 (за 6,3 km на път III-197)               |
| (за селата Лъжница, Корница и Брезница) общински път, с. Баничан ←         | 82,8  | с. Баничан                                                                |
| с. Борово                                                                  | 85,5  | с. Борово                                                                 |
| (за ГКПП Златарево) III-198, 0,0 km, гр. Гоце Делчев ←                     | 87,7  | → гр. Гоце Делчев 0,0 km, III-197 (за гр. Девин)                          |
| (за с. Мусомища) общински път ←                                            | 89,3  |                                                                           |
| Община Хаджидимово                                                         | 91,6  | Община Хаджидимово                                                        |
| с. Ново Лески                                                              | 92,9  | с. Ново Лески                                                             |
| (за с. Катунци) III-1906, 0,0 km, с. Копривлен ←                           | 94,6  | с. Копривлен                                                              |
|                                                                            | 96,5  | → 0,0 km, III-1907 (за с. Блатска)                                        |
| с. Садово                                                                  | 98,5  | с. Садово                                                                 |
| граница с Гърция, ГКПП Илинден - Ексохи                                    | 109,7 | с. ГКПП Илинден - Ексохи, граница с Гърция                                |